# Láska zpěvákem
Láska zpěvákem (ve francouzském originále L'Amour chanteur) je opereta o jednom dějství francouzského skladatele Jacquese Offenbacha na libreto Charlese Nuittera (vl. jm. Charles-Louis-Étienne Truinet) a Ernesta L'Épina. Premiéra se konala 5. ledna 1864 v pařížském divadle Théâtre des Bouffes-Parisiens.

## Vznik, historie a charakteristika
Opereta Láska zpěvákem – v tisku je někdy označována jako opéra comique – byla napsána koncem roku 1863. Byla napsána za dvojím praktickým účelem: jednak byla hlavním bodem programu na zahajovacím večeru divadla Théâtre des Bouffes-Parisiens po nákladné opravě interiéru (na programu mu předcházela pařížská premiéra aktovky Lízinka a Fricek a následovala repríza Dvou slepců), jednak byla divadelním debutem zpěvačky Irmy Marié, sestry slavných pěvkyň Paoly Marié a Célestine Galli-Marié.

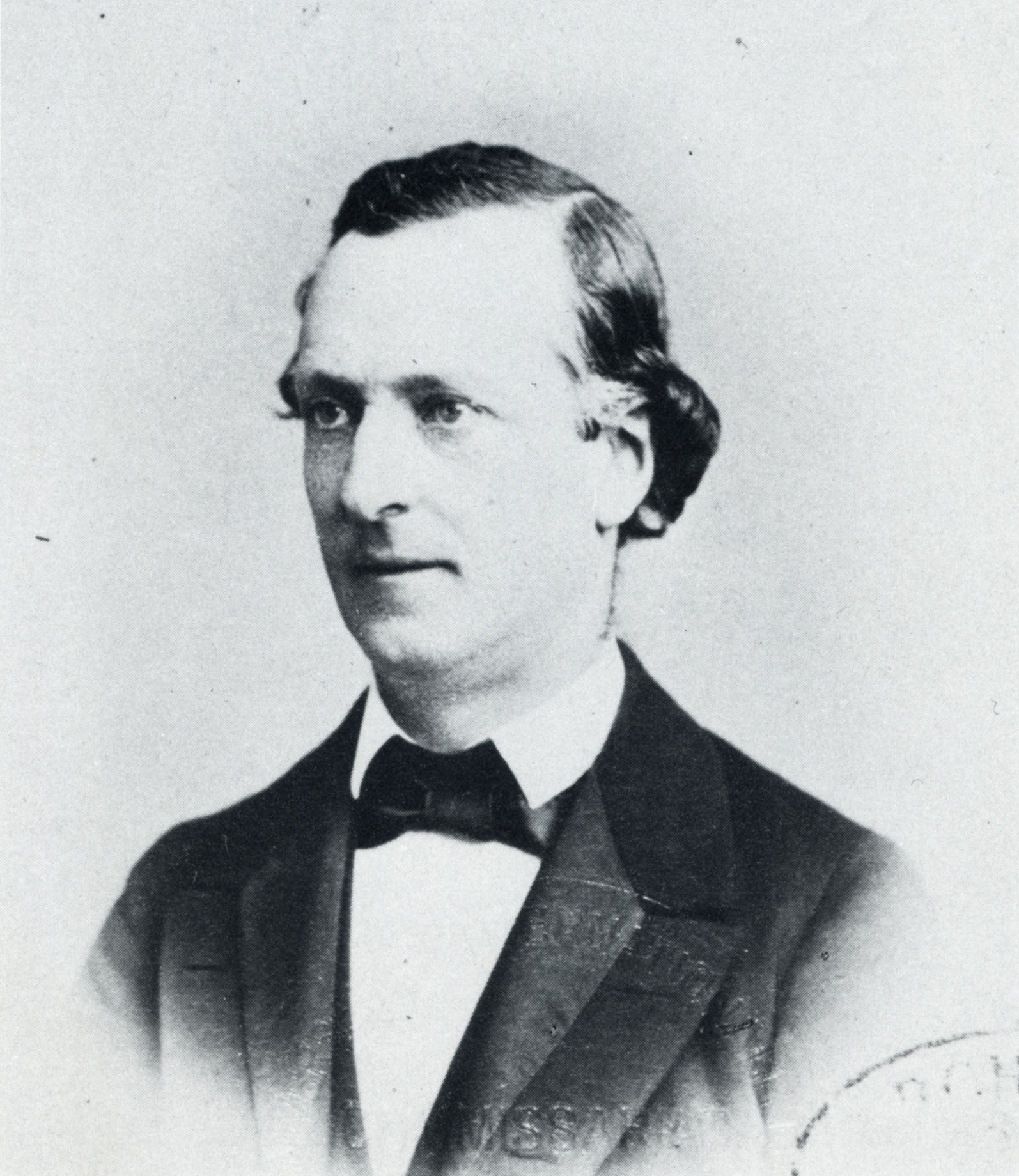
Libretista Lásky zpěvákem Charles Nuitter

Nuitterovo a L'Épinovo libreto se odehrává v poslední čtvrtině 17. století a je výslovně inspirováno Molièrovou komedií-baletem s hudbou Jeana-Baptista Lullyho L'Amour médecin (Láska lékařem). Jacques Offenbach tak mohl svým dílem vyjádřit svou úctu ke klasickému Molièrovu humoru a Lullyho hudbě.
Kritika rozeznala Offenbachovy ambice i ve svém komickém oboru přiblížit se legendárním vrcholům francouzského hudebního divadla, ale výsledek nebyl přesvědčivý. A. Désiré v týdeníku La Comédie kritizuje volbu „tohoto žánru, který není dobrý, protože je to žánr nudný“. I Francis Magnard v Le Figaro, jehož šéfredaktor patřil k Offenbachovým blízkým přátelům, si nebral servítky: „…[Láska zpěvákem] velmi nudila. Tu a tam se v hudbě Lásky zpěvákem našly hezké detaily, ale ty nezachrání ani partituru, ani hru…“ Alfred Wolf, recenzent Offenbachovi nakloněného týdeníku Le Journal amusant bere Lásku zpěvákem v ochranu proti „velmi přísné“ kritice ostatního tisku, jeho obrana však nevyznívá velmi přesvědčivě: „Pokus o přiblížení staré komedie nebyl šťastný, ale zasloužil úctu.“ Také Gustave Bertrand v hudebním týdeníku Le Ménéstrel lituje neúspěchu (byť dle jeho názoru zaslouženého) tohoto díla, které své tvůrce „stálo nepochybně mnoho úsilí“. Dle jeho názoru má Láska zpěvákem „určité délky“ – podle názoru Charlese Monseleta v týdeníku Le Monde illustré je „k smrti zdlouhavá“. Tisk se rovněž domníval, že nejde o vhodné dílo pro zábavné divadlo, jakým byly Bouffes-Parisiens: recenzent Revue et gazette musicale de Paris poznamenává, že jde o projekt „poněkud pretenciózní“, a A. Wolf ohledně skladatele a obou libretistů tvrdí: „Může-li se duchaplný muž zmýlit v divadle, není důvodu, proč by se zmýlit v divadle nemohli tři duchaplní mužové.“ Hlavní představitelka Irma Marié získala přiměřené pochvaly za to, jak zvládla svou náročnou koloraturní roli, u publika i kritiky však zanechala menší dojem než představitelka Lízinky Zulma Bouffar, stejně jako celkově nenáročná Lízinka a Fricek u všech předstihla Lásku zpěvákem. Jak psal Francis Magnard, „M. Offenbach zjevně pracoval mnohem více na Lásce zpěvákem [nežli na Lízince a Frickovi], bylo to však zcela zbytečné.“
Gustave Bertrand v hudebním týdeníku Le Ménéstrel vyzdvihuje z hudebních čísel bujnou předehru s „ultra-klasickými“ momenty, rychle zpívaný komický duet Guillauma a Villebrequina, kvartet a menuet. Vrcholem partitury měla být scéna obou „lékařů“ s odkazy na slavnou Molièrovu komedii s hudbou Jeana-Baptista Lullyho L'Amour médecin (Láska lékařem), jíž následovalo hudebně-taneční divertissement ve stylu francouzské barokní opery L'Eau, la terre, l'air, le feu (Les Éléments), v němž se tančil i starý dvorský tanec branle – obojí však i příznivě laděná Bertrandova kritika označuje jako „poněkud malátné“. Revue et gazette musicale de Paris tvrdí, že „Offenbach a jeho hudba ledy neroztopily.“ Charles Monselet Lásku zpěvákem označuje pasticcio a jízlivě poznamenává, že „trocha nápaditosti je nutná, dokonce i v pasticciu“.
Jednalo se tedy o jeden z mála nesporných neúspěchů Offenbachovy kariéry, navíc na jejím vrcholu. Již 18. ledna 1864 na plakátech nahradila jiná aktovka, Signor Fagotto, která měla premiéru v předchozí sezóně v Bad Ems (stejně jako Lízinka a Fricek) a která byla na pařížském jevišti přijata s mnohem lepším ohlasem než Láska zpěvákem. Hudba nešťastné operety dokonce nebyla vůbec publikována, a to jako poslední případ v Offenbachově jevištní kariéře, s výjimkou drobného Šlehačkového dortu (1875).

## Osoby a první obsazení

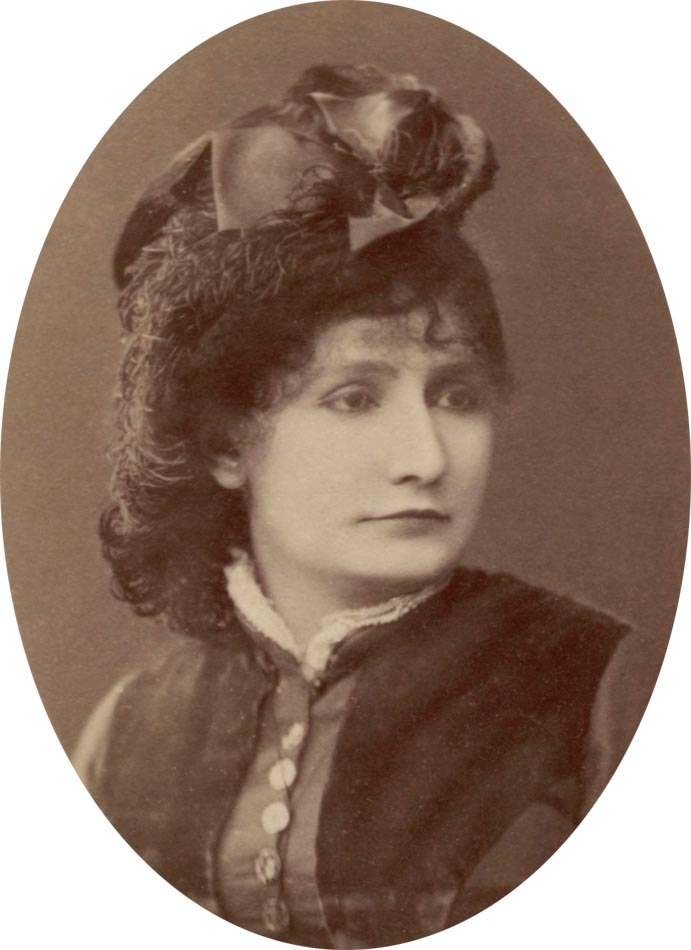
Irma Marié de l'Isle, představitelka Araminty

| osoba                                | hlasový obor | světová premiéra (5. 1. 1864)        |
| ------------------------------------ | ------------ | ------------------------------------ |
| Guillaume                            | tenor        | Étienne Pradeau                      |
| Araminte, jeho dcera                 | soprán       | Irma Marié de l'Isle                 |
| Olivette, služebná                   | soprán       | Géraldine                            |
| Théophraste Villebrequin, prokurátor | baryton      | Désiré (vl. jm. Amable Courtecuisse) |
| Ergaste, učitel zpěvu                | baryton      | Charles-Henri Edmond Duvernoy        |
| Lambert, učitel tance                | tenor        | Édouard Georges                      |

## Děj operety
(Salón v Paříži kolem roku 1675) Bohatý měšťan Guillaume má dceru Araminte, kterou chce provdat za prokurátora Théophrasta Villebrequina, přísného suchara, který se nedokáže vyjadřovat jinak než v právnickém žargonu. Neprozřetelně však svou dceru vzal do Opery a tam se Araminte bezhlavě zamilovala do zpěváka Ergasta. Aby se vyhnula sňatku s prokurátorem a aby získala svému milému přístup do domu, předstírá zvláštní nemoc – dokáže komunikovat výlučně zpěvem a pohybovat se jen tanečním krokem. Její otec sice v Opeře zjistil, že se mu tento žánr protiví, ale chytrá služebná Olivette ho přesvědčí, že k vyléčení své dcery musí najmout hudebníky-lékaře. Jedním z nich je operní zpěvák Ergaste, druhým tanečník Opery Lamberta, čirou náhodou zase milenec Olivettin. Ti uspořádají odbornou zpívanou konzultaci a jako terapeutické cvičení navrhnou Guillaumovi, aby ve svém domě uspořádal zpívané a tančené pastorále, kterého se bude Araminte účastnit. Až prý zjistí, jaké je to zpívat na scéně profesionálně, jistě ji to omrzí. Uskuteční se proto bizarní barokní opéra-ballet na alegorické téma čtyř živlů, v níž Araminte hraje Amora. Do něho jsou zapojeni volky nevolky všichni přítomní, a zatímco ke konci představení tančí Guillaume své sólo, oba mladíci Araminte unesou. Guillaume vyhlašuje poplach, ale Araminte se brzy vrací: podepsala smlouvu s Operou za plat osmnáct set franků a díky finanční samostatnosti a dokonce povolení od samotného krále si teď navíc může vzít, koho chce, totiž Ergasta.